# Novantinoe peruviensis
Novantinoe peruviensis là một loài bọ cánh cứng trong họ Cerambycidae.